# Platycerus acuticollis akitai
Platycerus acuticollis akitai es una subespecie de coleóptero de la familia Lucanidae.

## Distribución geográfica
Habita en Japón.